# Surujin

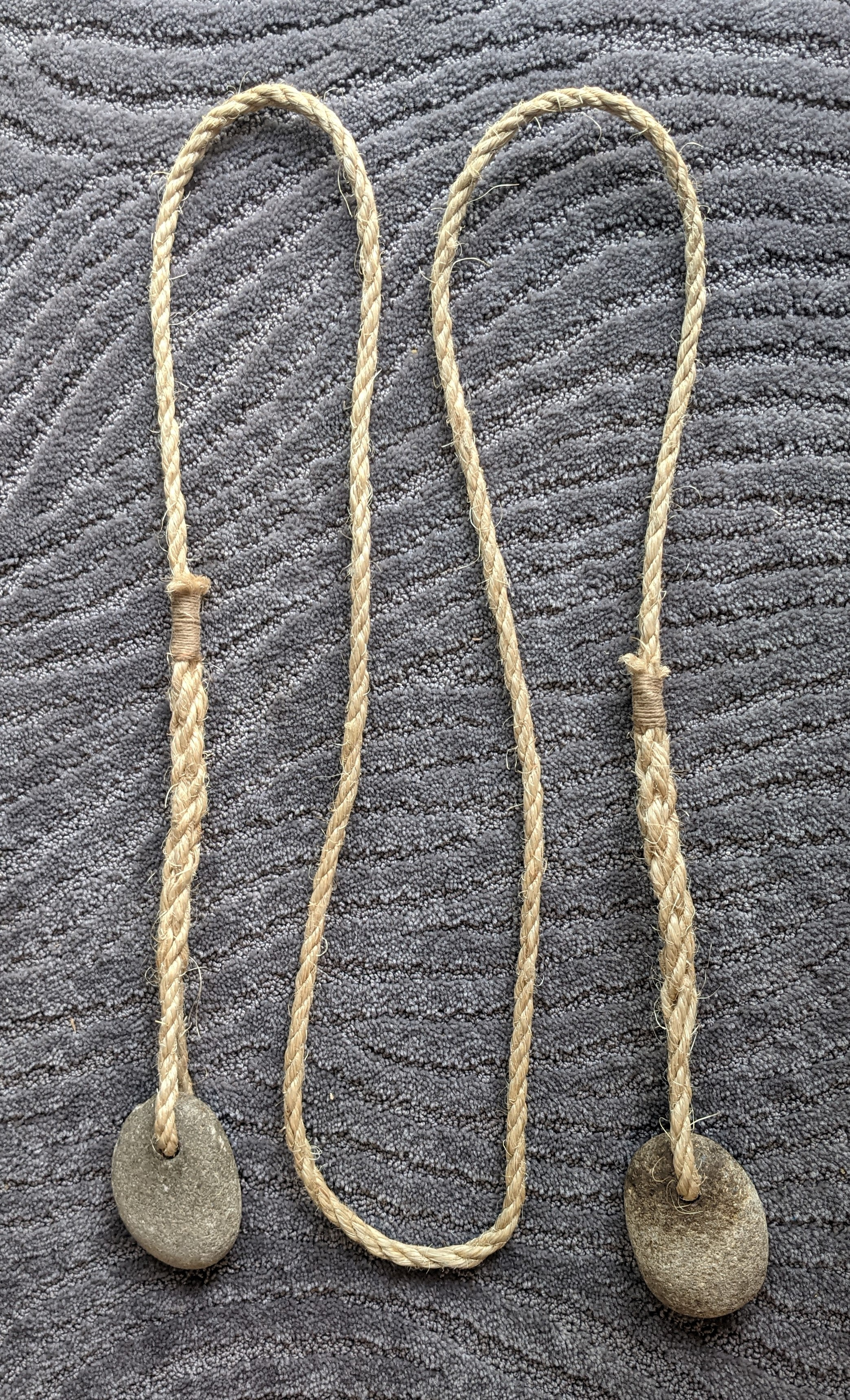
Um suruchin com corda e duas pedras.

O Surujin ou Suruchin é uma das armas tradicionais de Okinawa Kobudo. É composto por uma corda de 2-3 metros de comprimento com um peso amarrado a cada extremidade. Historicamente, essa arma é muito prevalente e pode ser encontrado junto a uma arma ou usado separadamente. É uma arma projetada para a guerra.